# Halicyclops ariakensis
Halicyclops ariakensis is een eenoogkreeftjessoort uit de familie van de Halicyclopidae. De wetenschappelijke naam van de soort is voor het eerst geldig gepubliceerd in 2009 door Ueda & Nagai.